# Ultimate Kylie (DVD)
Az Ultimate Kylie Kylie Minogue ausztrál énekesnő azonos című albumának dalait tartalmazó válogatás DVD-je. A lemez 2004. november 22-én jelent meg. A Giving You Up kivételével a hanghordozón megjelent összes dal videóklipjét tartalmazza.

## Számlista
1. "I Should Be So Lucky"
2. "Got to Be Certain"
3. "The Loco-Motion"
4. "Je Ne Sais Pas Pourquoi"
5. "Especially for You"
6. "Hand on Your Heart"
7. "Wouldn’t Change a Thing"
8. "Never Too Late"
9. "Tears on My Pillow"
10. "Better the Devil You Know"
11. "Step Back in Time"
12. "What Do I Have to Do"
13. "Shocked"
14. "Give Me Just a Little More Time"
15. "Celebration"
16. "Confide in Me"
17. "Put Yourself in My Place"
18. "Did It Again"
19. "Breathe"
20. "Spinning Around"
21. "On a Night Like This"
22. "Kids"
23. "Please Stay"
24. "Can’t Get You out of My Head"
25. "In Your Eyes"
26. "Love at First Sight"
27. "Come into My World"
28. "Slow"
29. "Red Blooded Woman"
30. "Chocolate"
31. "I Believe in You"

Bónuszvideo
1. "Can’t Get Blue Monday Out of My Head" (Live at Brit Awards)

## Külső hivatkozások
- Kylie Minogue hivatalos honlapja (angol nyelven)